# Starý u Soběslavi
Starý u Soběslavi je rybník, který se nachází 2 km jihovýchodně od města Soběslav v okrese Tábor v Jihočeském kraji.

## Vodní režim
Rybník je napájen Doňovským potokem, který přitéká od východu a plyne dále západním směrem kde se po 2 km vlévá do řeky Lužnice.

## Okolí
Okolní nivy Doňovského potoka jsou dle územního plánu města Soběslav vyhlášený lokálním biokoridorem. Starý u Soběslavi je největší ze soustavy čtyř rybníků - v sousedství se dále nacházejí rybníky Velký, Lickov a Poloboží.